# Cornforth-Reagenz
Das Cornforth-Reagenz, systematisch Pyridiniumdichromat (PDC), ist das Pyridiniumsalz der Dichromsäure.

## Darstellung
Zur Herstellung des Cornforth-Reagenz' wird eine wässrige Lösung von Chrom(VI)-oxid mit Pyridin versetzt.

## Eigenschaften
Das Cornforth-Reagenz ist ein gelber bis oranger Feststoff, der sich ab 177 °C zu zersetzen beginnt. Es ist gut löslich in vielen organischen Lösungsmitteln.

## Verwendung
Es ist ein starkes Oxidationsmittel, das der Oxidation von Alkoholen zu Aldehyden beziehungsweise Ketonen dient. Das Cornforth-Reagenz ist verwandt mit dem Collins-Reagenz und Pyridiniumchlorochromat (PCC), beides ebenfalls Pyridiniumsalze von sechswertigen Chromverbindungen. Auf Grund seiner Toxizität wird das Cornforth-Reagenz heutzutage nur noch selten verwendet.